# Gvadányi József
Arezzói (őr)gróf Gvadányi József (Rudabánya, 1725. október 16. – Szakolca, 1801. december 21.) generális, író.

## Élete
Családja olasz származású volt. Egyik őse, Alessandro de Guadagnis őrgróf fiával Firenzéből Ausztriába költözött. 1646-ban, III. Ferdinánd alatt, Magyarországra jön. 1664-ben, a szentgotthárdi csatában (Szinnyei József tévesen 1646-ot írt) esett el. Fia a szendrői vár főkapitánya volt, ahol 1683 őszén a hazájába visszatérő Sobieski János lengyel királyt fogadta. A gesztusért cserébe őt és örököseit 1686-ban grófi rangra emelte, a Forgách-családdal kötött házasság révén pedig 1687-ben magyar indigenatust kapott. Fia, Gvadányi János, a feleségével, báró Pongrácz Eszterrel a Borsod megyei Rudabányára költözött. Itt született 11 gyermekük, akik közül Gvadányi József volt a legidősebb.
Gvadányi tízéves korától a jezsuiták egri gimnáziumában tanult, öt osztályát jeles eredménnyel végezte. Itt szerette meg a költészetet, annyira, hogy három óra alatt 100 latin disztichont írt. A nagyszombati egyetemen 
bölcsészetet hallgatott. 19 éves korában 162 tanulótársa között mint elsőt avatták baccalaureussá. A családi hagyományokhoz és érdeklődéséhez híven a katonai pályát választotta. 1743. december 1-jén zászlótartóként lépett a Szirmay-gyalogezredbe. Csehországban két csatában harcolt a poroszok ellen. 1744-ben ezredét Itáliába rendelték, Szicília és Nápoly meghódítására, a franciák és a spanyolok elűzésére. Itt már hadnagyként vett részt a harcban. 1746. november 30-án ezredével a Var folyóig jutott és azon át francia területre tört. Itt december 3-án a franciák foglyul ejtették és Toulonba vitték. Négy hét múlva kicserélték és ismét ezredéhez került. 1747. február 3-án, amikor újra átkelt a folyón, bal lábán meglőtték; emberei Savonába vitték gyógyíttatni. Májusban újra a seregben volt, Genua alatt harcolt és főhadnagy lett. A béke megkötése után hazajött és távoli rokona, Gvadányi Ascanius eszéki parancsnok ezredében kapitány lett, majd 1751. december 1-jén a Baranyay lovas ezredbe lépett át mint százados kapitány és Nyitra megyében telepedett le. Itt ismerte meg Horeczky Franciska bárónőt, akivel 1752-ben házasodott össze. Felesége azonban nemsokára meghalt, három gyermeket hagyva maga után. Gvadányi végigharcolta a hétéves háborút, több ütközetben vett részt.

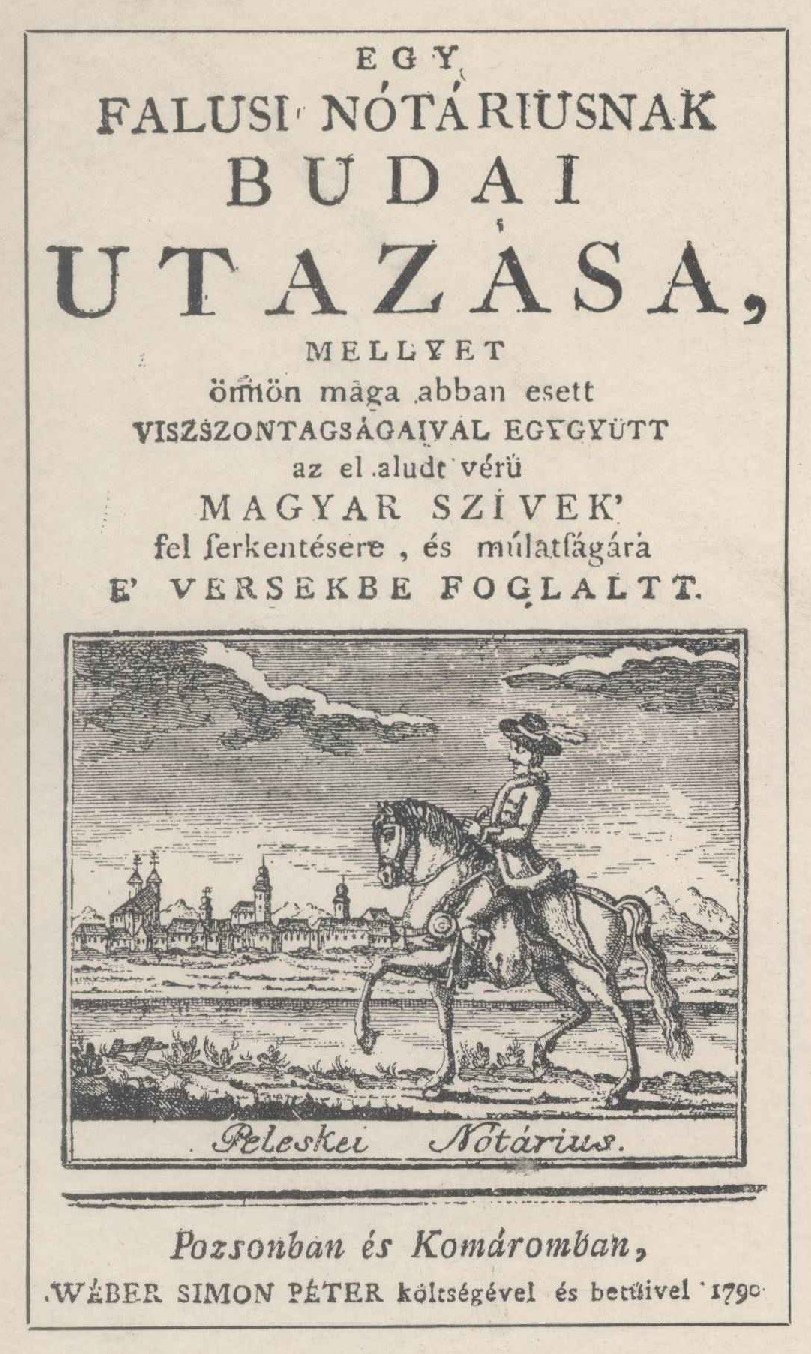
Egy falusi nótáriusnak budai utazása, melyet önnön maga abban esett viszontagságaival együtt az elaludt vérű magyar szivek felserkentésére és mulatságára e versekbe foglalt. Pozsony és Komárom, 1790

1757. október 15-én, Berlin lerohanásakor Hadik András seregének előcsapatát vezette. 1758. augusztus 2-án őrnaggyá léptették elő. Az 1763-as hubertsburgi béke után a nádor-huszárezrednél, a bereg megyei Badalón állomásozott. Itt dévaj kalandokkal és bravúros vadászatokkal űzte el unalmát, nyílt házat tartott, a vidéki földesurakkal mulatott és megismerkedett a helybéliekkel. 1765. november 10-én alezredes lett, Szatmáron meg Zajtán állomásozott. Kalandozásait itt is folytatta, sokszor megfordult Nagy-Peleskén, melynek földesura, Becsky György jóbarátja volt. Itt írta később epikus műveinek nagy részét. 1768-ban Máramaroson élt. 1775-ben a hadi kormány Galíciába második ezredesnek rendelte a Kálnoky-ezredhez, 1779. július 10-én pedig a Nádasdy-ezredhez helyezték át, szintén Galíciában. 1783. április 10-én vezérőrnagyi (generális) kinevezéssel nyugállományba helyezték. Előbb Rohóra, majd rövid idő múlva Szakolcára, Nyitra megyébe költözött, ahol anyjának birtoka feküdt. 1785-ben reneszánsz kastélyt építtetett és újranősült, Szeleczky Katalint vette feleségül. Ideje nagy részét kertészkedéssel és olvasással töltötte. Télen vadászgatott, nyáron a pöstyéni fürdőbe látogatott, emellett bejárt a megyegyűlésekre és megjelent az 1790-1791-es országgyűlésen is. Az éledő magyar irodalom mozgalmai hozzá is eljutottak, tollat vett kezébe a magyar nyelv javára. Műveit kiadta és levelezett a kor íróival és írónőivel. Az 1790-es években lelkesen támogatta a magyar viseletet. 1801. december 21-én, Szakolcán halt meg. Egyetlen fia, Gvadányi József mint nyugalmazott alezredes Pozsonyban, 1815 táján halt meg.
Petőfi Sándor A régi jó Gvadányi címmel költeményt írt róla, mely 1845-ben, a Pesti Divatlapban jelent meg. Az 1860-as években báró Horeczky Nándor, első feleségének rokona a rohói családi sírboltba vitette át maradványait, Szakolca városa pedig 1887-ben emléktáblával jelölte meg a házat, ahol élt. A leleplezés alkalmából fényes ünnepélyt rendeztek és magyar kört alakítottak emlékére.

## Pályája
Mint író a 18. század végi magyaros iskolának egyik alkotója és fő epikusa volt; négyes versekben írt. Legelső költeménye: Igaz szeretetnek hármas kötele, (névnapi köszöntő), melyet 1765-ben írt, az Unalmas órákban… (Pozsony, 1795) jelent meg; Mi a király s micsoda az ország?, II. József császárról mint hadi népének gondviselőjéről (M. Museum II. 1792.), Vitéz képíró úrhoz Moldvaországba (M. Hirmondó 1793. II. 256. l.), Rakovszky Elek püspökhöz (Pozsony, 1795. I. 15. sz. Toldalék) és Bucsuzás a hadi élettől cz. az Aurorában (1826.).

## Művei
- Pöstényi förödés, a mellyet egy Magyar Lovas Ezeredbül való százados az ottan történt mulatságos dolgokkal, élő Magyar nyelven, Versekbe foglalt, 1787. esztendőbe, Rák havának 12. napján. Tsöbörtsökön (Pozsony), 1787. (Névtelenül.) Fakszimile
- A mostan folyó török háborúra czélozó gondolatok, melyeket… írt 1789. eszt., mostan pedig a vitézkedni kivánó magyar ifjaknak kedvekért, egyszersmind a nemes banderiumokból a Márs mezején kiszállani vágyódókért közre bocsáttatott, Pozsony és Komárom, 1790.
- Nándor Fejér várnak meg vétele, melyet Belgrád és annak kommendánsa között eshető képzelt beszélgetésben versekbe foglalt G. G. J. Pozsony és Komárom, 1790.
- A nemes magyar dámákhoz és kisasszonyokhoz szólló versek, melyeket egy megváltozhatatlan buzgó szivvel biró hazafi, a most közelebb történt változásokra nézve a megnevezett szép nemnek mulatságára és gyönyörködtetésére kibocsátott. Pozsony és Komárom, 1790. (Zeneműmelléklettel.)
- Rettentő látás, rettentőbb történet, a melyet Erzsébet herczegasszony véletlen halálának alkalmatosságával 1790. versekbe foglalt. Pozsony és Komárom, 1790.
- Egy falusi nótáriusnak budai utazása, mellyet önnön maga abban esett viszszontagságaival egygyütt az el aludt vérü magyar szivek fel serkentésére és múlatságára e versekbe foglaltt. Pozsony és Komárom, 1790. (Névtelenül. 2. kiadás. Pozsony, 1807. nevével, 3. kiadás. Pozsony, 1822., 4. kiadás. Budapest, 1878., 5. kiadás. Budapest, 1895. Olcsó könyvtár 50. Görög István először dolgozta át ezt szinműre, mely azonban 1813-ban csak kétszer került Pesten szinre; szerencsésebb volt Gaál József, kinek Peleskei Nótárius cz. bohózata 1838. okt. 8. óta igen sokszor előadatott.)
- Aprekaszion, mellik mek sinalik fersben mikor megtartatik szent Franz Xavér Neve nat Patron strenge Herr Kapitán úr N… Asz nemes Regiment Excellenx Gróf N… Huszaren. Pozsony és Komárom. 1791. (Névtelenül. 1781-ben Homicsirban Galicziában írta.)
- A mostan folyó ország gyűlésnek satyrico criticé való leírása, a melyet egy Isten mezején lakó palócznak szinlése alatt írta azon buzgó szívvel biró hazafi, a kinek pennájából folyt ki a falusi nótáriusnak Budára való utazása; ezen munkáját is négy sorú versekben hazájának eleibe terjesztette 1790. eszt. bak havának 25. napján. Lipsiában (Pozsony), 1791. (Névtelenül.)
- Tizenkettődik Károly Svétzia ország királyának élete, és álmélkodást felmuló vitézségének és több csudálkozást okozó nagy dolgainak leírása, melyeket hazánk anyanyelvén az olvasásban gyönyörködők kedvekért írt. Pozsony és Komárom, 1792.
- Rontó Pálnak egy Magyar lovas Köz-Katonának és gróf Benyovszki Móritznak életek, Földön, Tengereken álmélkodásra méltó Történettyeiknek, s véghez vitt Dolgaiknak le-írása, a mellyet Hazánk Dámáinak kedvekért Versekbe foglalt. Pozsony és Komárom, 1793. (2. kiadás. Pozsony, 1816. Újabb kiadásai: Pest, 1864. Tatár Pétertől versben Bucsánszkynál, rövidítve s elrontva, és Mulattató Zsebkönyvtár Esztergom, 1883. 19., 20. és 1888. 41-46. füzet.) Online
- Unalmas órákban, vagy is a téli hosszú estvéken való időtöltés. A melyet a versekben gyönyörködőknek kedvekért kiadott. Pozsony, 1795. (G. hadalai viselt dolgai s poétai levelezése Csizi Istvánnal és Molnár Borbálával. Ism. Badics Fer., Ujvidéki kath. főgymn. Értesítője 1884.)
- Egy a Rhenus vize partján táborozó magyar lovas katonának Pozsony városába egybegyült rendekhez irott levele. Pozsony, 1796.
- A falusi nótariusnak elmélkedései, betegsége, halála és testámentoma, melyeket két soros versekkel kiadott és új esztendőbéli ajándékba, hazánk dámáinak, és gavallérainak nagy szivességgel nyujtja… ezen béállott 1796. eszt. első napján. Pozsony, 1796. (2. kiadás. Pozsony, 1822.)
- A világnak közönséges historiája. A melyet magyar hazájához viseltető szeretettől ösztönöztetvén, néhány jeles, és hiteles authorokból kiszedegetvén ugyan ezen hazájának élő nyelven bátorkodik nékie, mint igaz fiú szeretetnek áldozatját bényujtani. Pozsony, 1796-1803. (Hat kötet, az I. kötetben szerző arczk., a VII. kötetet Kis János 1805-ben, a VIII. és IX. Sikos István írták Pozsony. 1809. és 1811. a VI. kötet censurai kézirata a m. n. múzeumban).
- Verses levelezés, a melyet folytatott… nemes Fábián Juliannával, nemes Bédi János élete párjával, melybe több nyájas dolgok mellett, Komárom városába történt siralmas földindulás is leirattatott, és a versekbe gyönyörködők kedvekért kiadattatott. Pozsony, 1798.
- Méltóságos gróf Gvadányi József lovas generalisnak Donits Andráshoz irt levelei válaszaikkal. Kiadta Cs. L. J. az A. I. r. t. Nagyszombat, 1834.

Levelei Péczeli Józsefhez, Szakolcza, 1788. jan. 29., febr. 29., máj. 10., aug. 1., decz. 12., 1789. márcz. 20., ápr. 7., decz. 8., 1790. márcz. 4., 1791. júl. 8. (Széchy Károly, Gróf Gvadányi József. Bpest, 1894. Függelékében), Mindszenti Sámuelhez, Szakolcza, 1795. febr. 1., 15., nov. 20. és 1797. márcz. 13. (István bácsi Naptárában 1865., 1869. és 1870.; az 1795. nov. 20. a Magyarország és Nagyvilágban is 1867. 11. sz. és az 1797. márcz. 13. a Vasárnapi Ujságban is 1869. 45. sz.) és ismeretlenhez Szakolcza, 1799. júl. 2. (Vasárnapi Ujság 1869. 19. sz.)
Arczképe: fiatalkori egykorú aquarellfestés, eredetije Ernst Lajos gyűjteményében; mult századbeli olajfestmény Szakolcza város birtokában; rézmetszet «A mennyit Marsnak, annyit Apollónak» jelmondattal az arczkép körűl, a 14. sz. munkájának I. kötete

## Emlékezete
- A 2023-ban bemutatott Szikora János által rendezett Hadik című filmben Molnár Áron alakítja Gvadányi szerepét.